# Armoriale dei comuni della Loira
Questa pagina contiene le armi (stemma e blasonatura) dei comuni della Loire.
| Stemma | Nome del comune e blasonatura |
| ------ | --- |
|        | Boën D'or au chevron de gueules (d'oro, allo scaglione di rosso) |
|        | Bourg-Argental D'or au lion contourné d'azur, couronné du champ, lampassé de gueules (d'oro, al leone rivoltato d'azzurro, coronato del campo e linguato di rosso) |
|        | Bussières Parti : au premier coupé au I d'azur à la croix d'argent cantonnée de quatre étoiles d'or et au II de sable à la fasce d'or accompagnée en chef d'un lion léopardé et en pointe de trois roses tigées et feuillées, le tout du même; au second d'azur au chevron d'or accompagné en chef de deux maillets d'argent et en pointe d'un verne terrassé du même (partito: nel 1º troncato: in I d'azzurro, alla croce d'argento accantonata da quattro stelle d'oro; in II di nero, alla fascia d'oro, accompagnata in capo da un leone illeopardito e in punta da tre rose fustate e fogliate, il tutto dello stesso; nel 2º d'azzurro, allo scaglione d'oro, accompagnato in capo da due maglietti d'argento e in punta da un ontano terrazzato dello stesso) Incongruenza tra disegno e blasonatura: in realtà la fascia rappresentata in II del 1º è d'argento e non d'oro. |
|        | Cervières De sable au chevron d'or chargé d'une mâcle du champ (di nero, allo scaglione d'oro caricato di una losanga vuota del campo) |
|        | Chalmazel Écartelé : au premier et au quatrième parti d'or et d'azur à la bande de gueules brochant, au deuxième et au troisième de sable au lion d'or, accompagné de huit étoiles du même ordonnées en orle (inquartato: nel 1º e 4º partito d'oro e d'azzurro, alla banda di rosso attraversante; nel 2º e 3º di nero, al leone d'oro, accompagnato da otto stelle dello stesso ordinate in orlo) |
|        | Chambon-Feugerolles D'azur à la bande cousue de gueules chargée de trois abeilles volantes d'argent, accompagnée, en chef, de deux pics de mineur passés en sautoir, senestrés de deux limes, l'une plate et l'autre demie-ronde, passées en sautoir, soutenues d'un boulon en fasce avec son écrou vissé à dextre, le tout d'argent, et, en pointe, d'une roue d'engrenage d'or mouvant du bord inférieur de la bande, au comble de menu vair de deux tires (d'azzurro, alla banda cucita di rosso, caricata di tre api volanti d'argento, accompagnata, in capo, da due picconi da minatore passati in decusse, sinistrati da due lime, una piatta e l'altra mezza tonda, passate pure in decusse, sostenute da un bullone in fascia con il dado avvitato a destra, il tutto d'argento, e, in punta, da una ruota d'ingranaggio d'oro movente dal bordo inferiore della banda; al colmo di vaio minuto di due file) |
|        | Charlieu Écartelé d'argent et de sable (inquartato d'argento e di nero) |
|        | Commelle-Vernay D'azur au foudre de huit éclairs d'or en étoile, à la champagne ondée d'argent et d'azur de huit pièces (d'azzurro, al fulmine di otto lampi d'oro posti a stella, alla campagna ondata d'argento e d'azzurro di otto pezzi) |
|        | Estivareilles D'argent à la croix patriarcale de sable soutenue d'un chevron alésé renversé du même (d'argento, alla croce patriarcale di nero, sostenuta da uno scaglione scorciato e rovesciato dello stesso) |
|        | Feurs D'argent, à un pot à anses et à trois pieds de sable, d'où sort une flamme de feu d'or et de gueules (d'argento, al vaso ansato e con treppiede di nero, da cui esce una lingua di fuoco d'oro e di rosso) alias: D'or au pot au feu de sable vomissant des flammes de gueules (d'oro, al braciere di nero vomitante fiamme di rosso) |
|        | Firminy parti de sable et de gueules, à la roue dentée brochant sur une enclume, elle-même brochant sur deux pics de mineur passés en sautoir, un crézieu (lampe de mineur à huile et à mèche) accroché à la roue en pointe, le tout d'or chargé d'un clou aussi de sable sur le moyeu de la roue, accompagné, en chef à senestre, d'une peau d'argent clouée en abîme d'une pièce à la tête de profil en fasce du champ, au franc-canton aussi d'or chargé de deux clefs renversées du champ passées en sautoir (partito di nero e di rosso, alla ruota dentata attraversante su una incudine, a sua volta attraversante su due picconi da minatori posti in decusse, un crézieu (lampada da minatore a olio e stoppino) agganciato alla ruota in punta, il tutto d'oro, caricato di un chiodo pure di nero sul centro della ruota, accompagnata, in capo a sinistra, da una pelle d'animale d'argento inchiodata in cuore da una moneta vista di profilo posta in fascia del campo, al canton franco pure d'oro, caricato di due chiavi rovesciate del campo passate in decusse) |
|        | Genilac D'azur à la barre d'or, chargé d'un pampre de vigne fruité de geules, tigé et feuillé de sinople; au chef de sable chargé de trois cruses d'argent (D'azzurro, alla sbarra d'oro, caricata di un pampino di vite fruttato di rosso, fustato e fogliato di verde; al capo di nero, caricato di tre cruse (lampade da minatore) d'argento) |
|        | Mably De sinople à la roue dentée d'argent, accostée de deux épis de blé d'or, au chef aussi d'argent papelonné de gueules (di verde, alla ruota dentata d'argento, accostata da due spighe di grano d'oro; al capo pure d'argento, squamato di rosso) |
|        | Montarcher De gueules au chef échiqueté d'argent et d'azur de deux tires (di rosso, al capo scaccato d'argento e d'azzurro di due file) |
|        | Montbrison De gueules à la tour ajourée du champ et son avant-mur ouvert aussi du champ, le tout d'argent maçonné de sable, posé sur un mont aussi d'argent mouvant de la pointe, au chef cousu d'azur chargé de trois fleurs de lys d'or (di rosso, alla torre finestrata del campo con l'antemuro aperto pure del campo, il tutto d'argento murato di nero, posta su un monte pure d'argento movente dalla punta; al capo cucito d'azzurro, caricato di tre gigli d'oro) |
|        | Renaison Parti : au premier d'or aux trois jumelles de sable, au second aussi d'or aux trois fasces ondées de sinople, au chef de gueules ; sur le tout de gueules au dauphin d'or (partito: nel 1º d'oro, a tre gemelle di nero; nel 2º pure d'oro a tre fasce ondate di verde, al capo di rosso; sul tutto di rosso, al delfino d'oro) |
|        | Riorges Écartelé : au premier d'argent au lion de gueules, au deuxième de gueules aux deux clefs passées en sautoir, l'une d'or, l'autre d'argent, au troisième d'azur à l'escarboucle d'or, au chef de gueules, au quatrième d'or au faisceau de licteur, sommé d'un bonnet phrygien, accosté de deux tourteaux, le tout de gueules (inquartato: nel 1º d'argento, al leone di rosso; nel 2º di rosso, a due chiavi passate in decusse, una d'oro, l'altra d'argento; nel 3º d'azzurro, al raggio di carbonchio d'oro, al capo di rosso; nel 4º d'oro, al fascio littorio, cimato da un berretto frigio, accostato da due torte, il tutto di rosso) |
|        | Rive-de-Gier D'azur à la ruche d'or environnée en chef de quatorze abeilles volantes du même, sept de chaque côté ordonnées 4 et 3, et soutenue de deux branches arrondies de laurier cousues de sinople, les tiges passées en sautoir (d'azzurro, all'alveare d'oro, circondato in capo da quattordici api volanti dello stesso, sette su ciascun lato, ordinate 4 e 3, e sostenuto da due rami arcuati di alloro cuciti di verde, con i fusti passati in decusse) [ nel disegno, in realtà, le api non sono ordinate 4 e 3 per ciascun lato |
|        | Roanne D'azur au croissant d'argent, surmonté d'une croix de la Légion d'honneur au naturel (d'azzurro, al crescente d'argento, sormontato da una croce della Legion d'Onore al naturale) |
|        | Sail-sous-Couzan D'or à la croix alésée ancrée de gueules (d'oro, alla croce ancorata di rosso) |
|        | Saint-Bonnet-le-Château Parti : au premier coupé au I d'or à la fleur de lys florencée de sinople et au II d'azur à l'aigle d'argent, au second de gueules au griffon d'or (semitroncato partito: nel 1º d'oro, al giglio bottonato di verde; nel 2º d'azzurro, all'aquila d'argento; nel 3º di rosso, al grifone d'oro) |
|        | Saint-Chamond Parti : au premier d'argent à la fasce de gueules, au second d'azur plain (partito: nel 1º d'argento, alla fascia di rosso; nel 2º d'azzurro pieno) |
|        | Saint-Étienne D'azur aux deux palmes d'or passées en sautoir cantonné en chef d'une couronne royale fermée du même, aux flancs et en pointe de trois croisettes pommetées d'argent (d'azzurro, a due palme d'oro passate in decusse, accantonate in capo da una corona reale chiusa dello stesso, nei fianchi e in punta da tre crocette pomettate d'argento) |
|        | Saint-Galmier D'argent au chevron de gueules chargé d'une mâcle du champ (d'argento, allo scaglione di rosso, caricato di una losanga forata del campo) |
|        | Saint-Germain-Laval De sinople à l'oiseau d'or posé sur le sommet d'un chevron d'argent (di verde, all'uccello d'oro posato sulla cima di uno scaglione d'argento) alias: De sinople au chevron d'or chargé en chef d'une merlette du champ (Di verde allo scaglione d'oro caricato da una merla del campo) |
|        | Saint-Jean-Soleymieux De sinople à la tour brochante sur un pan de mur, le tout d'argent maçonné de sable, accompagné de trois feuilles de hêtre d'or posées 2 et 1; au chef voûté du même chargé d'une ombre de soleil de gueules, mouvante de l'angle sénestre (di verde, alla torre attraversante su un tratto di muro, il tutto d'argento, murato di nero, accompagnata da tre foglie di faggio d'oro poste 2 e 1; al capo curvato dello stesso, caricato di un'ombra di sole di rosso, movente dall'angolo sinistro) |
|        | Saint-Just-en-Chevalet Parti : au premier de gueules au dauphin d'or, au second d'or au cheval effrayé de sable sur une terrasse de sinople (partito: nel 1º di rosso, al delfino d'oro; nel 2º d'oro, al cavallo spaventato di nero, su una terrazza di verde) |
|        | Saint-Martin-la-Plaine Parti : au premier d'azur à Saint Martin auréolé d'argent sur son cheval effaré de sable, tenant de sa senestre son manteau de gueules qu'il partage avec son épée aussi d'argent dans sa dextre, au second coupé au I de gueules à une enclume sommée d'un marteau et d'une tenaille de forgeron passés en sautoir, le tout de sable, et au II d'or à une grappe de raisin de gueules pamprée et feuillée d'une pièce de sinople (partito: nel 1º d'azzurro, al San Martino aureolato d'argento sul suo cavallo inalberato di nero, tenente con la sinistra il mantello di rosso che divide con la spada, pure d'argento, tenuta nella destra; nel 2º troncato: in I di rosso, all'incudine cimata da un martello e da una tenaglia da forgiatore passate in decusse, il tutto di nero, e in II d'oro, al grappolo d'uva pampinosa e fogliata di un pezzo di verde) |
|        | Villemontais Parti : au premier de gueules au griffon d'or, au second d'azur à la grappe de raisin tigée d'or, accompagnée de trois croissants d'argent ; à la vergette d'or brochant sur la partition (partito: nel 1º di rosso, al grifone d'oro; nel 2º d'azzurro, al grappolo d'uva fustato d'oro, accompagnato da tre crescenti d'argento; alla verghetta d'oro attraversante sulla partizione) |
|        | Violay Parti de pourpre et d'argent au chevron de l'un à l'autre accompagné en pointe d'une cloche d'or, au chef du même chargé de trois roses de pourpre (partito di porpora e d'argento, allo scaglione dall'uno all'altro, accompagnato in punta da una campana d'oro; al capo dello stesso, caricato di tre rose di porpora) |